# ベル&ロス
Bell & Ross (ベル＆ロス）は、カルロス・A・ロシロ（Carlos A. Rosillo ）とブルーノ・ベラミッシュ（Bruno Belamich ）により1992年に設立された高級腕時計ブランド。
本社はフランス・パリにあり、腕時計は全てスイス製。
現在もカルロス・A・ロシロがCEOを務め、ブルーノ・ベラミッシュが全てのクリエーションを統括するクリエイティブ・ディレクターを務める。

## 概要
ベル＆ロスは「視認性」「機能性」「信頼性」「高精度」の４つの基本原理を掲げ、「形は機能に従う」という信念のもとプロフェッショナルに向けた時計づくりを行う。
ロゴは腕時計の形をしており、創業者２人の名前と、ブランドに関わる様々な才能、スタッフ、マスター・ウォッチメーカー、プロフェッショナル・ユーザーを意味している。
航空計器にインスパイアされて誕生した「BR 01」（ビー・アール・ゼロワン）や「BR 03」（ビー・アール・ゼロスリー）などが有名。

## 歴史
2人は高校時代から親友であり、時計収集が趣味であった。時計メーカー設立前、カルロスは投資銀行に勤め、ブルーノはアートの分野で活躍した。しかし1990年に二人は再会し、時計に対する情熱から腕時計メーカーを設立した。
ブルーノがジンの時計のテイストが大変気に入っていたため設立後時計メーカーに関する助言を仰ぐため2人はドイツにヘルムート・ジン社長を訪ね、ヘルムート・ジンは二人の熱意に共感して「Bell&Ross by SINN」という形で時計製作を提案。1991年にジンから発表されたこの時計から世界のマーケットに進出した。
1998年に初のベル＆ロスブランドとして「ヴィンテージ」を発表し、同時期にシャネルと資本提携をする。以後、独自のコンセプト「形は機能に従う」という機能美をテーマにした時計を発表している。2002年にはジンから独立してラ・ショー＝ド＝フォンに工場を設立した。
2005年に発表された角型の「BR01」は、ラルフ・ローレンが一目惚れし自社の広告ビジュアルに大々的に使用するなど、視認性と機能美からファッション業界、軍関係に支持された。